# Maxanapis
Genre
Maxanapis est un genre d'araignées aranéomorphes de la famille des Anapidae.

## Distribution
Les espèces de ce genre sont endémiques d'Australie. Elles se rencontrent au Queensland et en Nouvelle-Galles du Sud.

## Liste des espèces
Selon World Spider Catalog (version 16.0, 13/07/2015) :
- Maxanapis bartle Platnick & Forster, 1989
- Maxanapis bell Platnick & Forster, 1989
- Maxanapis bellenden Platnick & Forster, 1989
- Maxanapis burra (Forster, 1959)
- Maxanapis crassifemoralis (Wunderlich, 1976)
- Maxanapis dorrigo Platnick & Forster, 1989
- Maxanapis mossman Platnick & Forster, 1989
- Maxanapis tenterfield Platnick & Forster, 1989
- Maxanapis tribulation Platnick & Forster, 1989

## Publication originale
- Platnick & Forster, 1989 : A revision of the temperate South American and Australasian spiders of the family Anapidae (Araneae, Araneoidea). Bulletin of the American Museum of Natural History, no 190, p. 1-139 (texte intégral).